# Olof Leijonstedt
Olof Leijonstedt, född 30 juni 1691 i Stockholm, död 5 februari 1759 i Umeå, var en svensk greve och ämbetsman.
Leijonstedt blev student vid Uppsala universitet 1698. Han begav sig efter avslutade studier på utrikes resor och hemkom 1710. År 1713 blev Leijonstedt auskultant i kommerskollegium, aktuarie där 1714 och 1719 extra ordinarie assessor i kammarrevisionen. Året därpå blev han ordinarie assessor där. Leijonstedt blev 1737 kammarråd och utnämndes 1755 till landshövding i Västerbottens län.
Olof Leijonstedt var son till justitiekansler Anders Leijonstedt och hans hustru Maria Catharina Thegner. Han var ägare till Skarpnäcks gård.